# Euophrys gracilis
Euophrys gracilis Wesolowska, Azarkina & Russell-Smith, 2014 è un ragno appartenente alla famiglia Salticidae.

## Etimologia
Il nome proprio deriva dall'aggettivo latino gracilis, -e, che significa snello, in riferimento alla forma dell'opistosoma.

## Caratteristiche
L'olotipo maschile ha un cefalotorace lungo 1,9mm, largo 1,4mm e spesso 0,7mm.
Il paratipo femminile ha un cefalotorace lungo 1,8-2,0mm, largo 1,4-1,5mm e spesso 0,6-0,7mm.
La specie ha varie caratteristiche in comune con E. limpopo. Il maschio si distingue per l'embolo alquanto più lungo e con una spira basale più piccola. La femmina ha un epigino simile a quello di E. falciger ma ne differisce per la posizione e la forma delle depressioni epiginali (vicino al bordo posteriore dell'epigino sono di forma ovale; invece anteriormente sono di forma rotonda in E. falciger) e nei dotti seminali più corti.

## Distribuzione
La specie è stata reperita nel Lesotho. Di seguito alcuni rinvenimenti:
1. l'olotipo maschile è stato rinvenuto nel villaggio di Ha Liphapang, a 1700 m slm, in una foresta di pioppi, in una lettiera di foglie nei pressi di un ruscello, dall'aracnologo Charles Haddad il 15 novembre 2003[1].
2. un paratipo femminile reperito nel villaggio di Ha Frans, a 1850 m slm, in una foresta di pioppi, in una lettiera di foglie nei pressi di una collina, dall'aracnologo Charles Haddad il 16 novembre 2003[1].

## Tassonomia
Al 2022 non sono note sottospecie e dal 2018 non sono stati esaminati nuovi esemplari.